# Petar Naumoski
Petar Naumoski (en macédonien : Петaр Наумоски), né le 27 août 1968, à Prilep, est un ancien joueur macédonien de basket-ball, évoluant au poste d'arrière.

## Club
- 1989-1990 Jugoplastika Split ( Croatie)
- 1990-1991 Pop'84 Split ( Croatie)
- 1991-1992 KK Rabotnicki Skopje ( Macédoine du Nord)
- 1992-1994 Efes Pilsen Istanbul ( Turquie)
- 1994-1995 Benetton Trévise ( Italie)
- 1995-1999 Efes Pilsen Istanbul ( Turquie)
- 1999-2000 n'a pas joué
- 2000-2001 Benetton Trévise ( Italie)
- 2001-2002 Montepaschi Sienne ( Italie)
- 2002-2003 Olimpia 'Pippo' Milano  ( Italie)
- 2003-2004 Olimpia 'Breil' Milano puis Ülker Istanbul

## Palmarès

### Club
- Coupe des clubs champions 1990, 1991
- Coupe Saporta 1995, 2002
- Coupe Korać 1996
- Championnat de Yougoslavie 1990, 1991
- Coupe de Yougoslavie 1990, 1991
- Championnat de Turquie 1993, 1994, 1996, 1997
- Coupe de Turquie 1994, 1996, 1997, 1998
- Coupe d'Italie 1995

### Distinction personnelle
- Élu joueur européen de la saison 1996-1997
- Élu dans le cinq de l'Euroligue en 1998-1999